# 大野下站
大野下車站（日语：〔〕／〔〕 Ōnoshimo eki */?）為熊本縣玉名市岱明町三崎所在之九州旅客鐵道（JR九州）鹿兒島本線的鐵路車站。

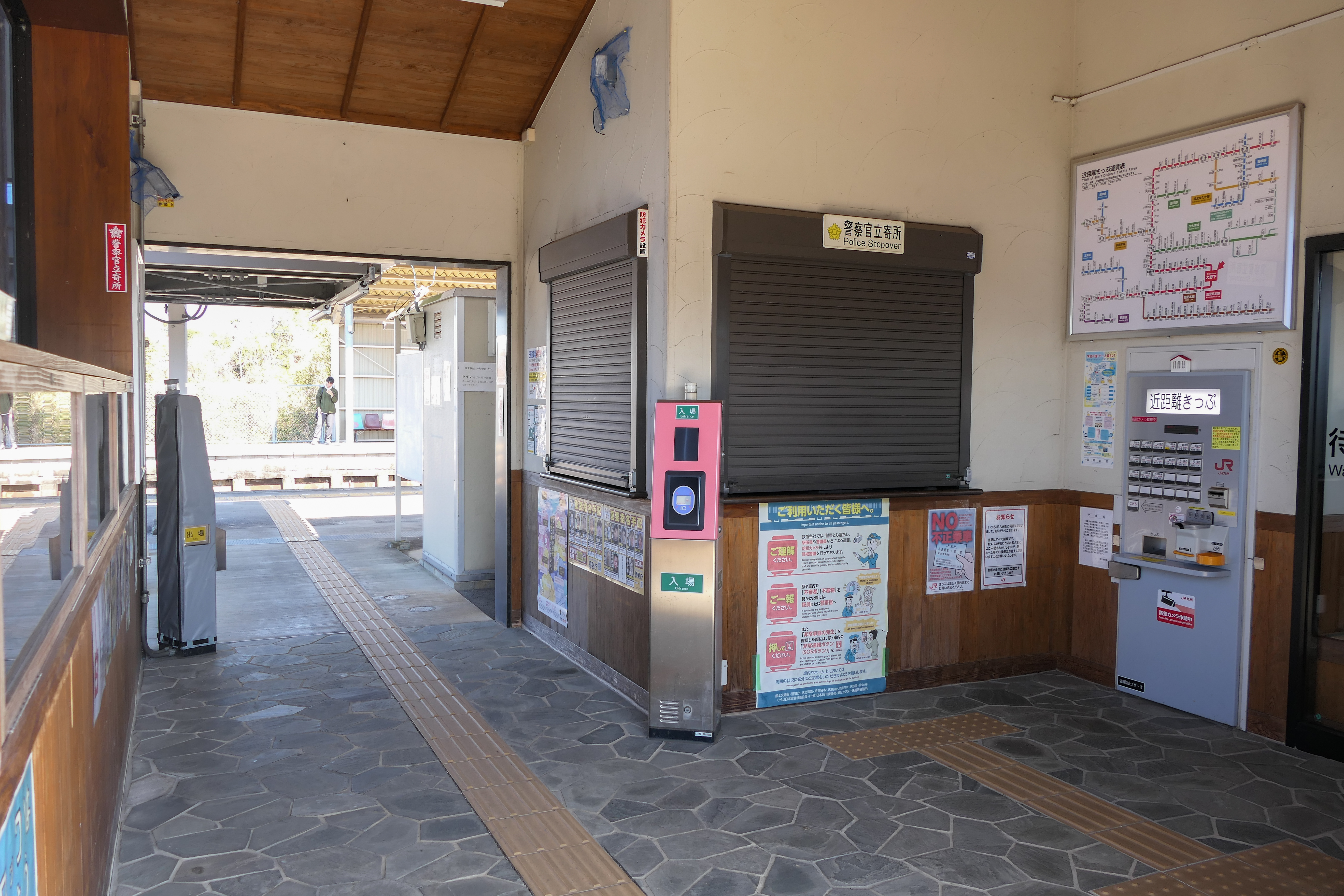
驗票口(2024年2月)

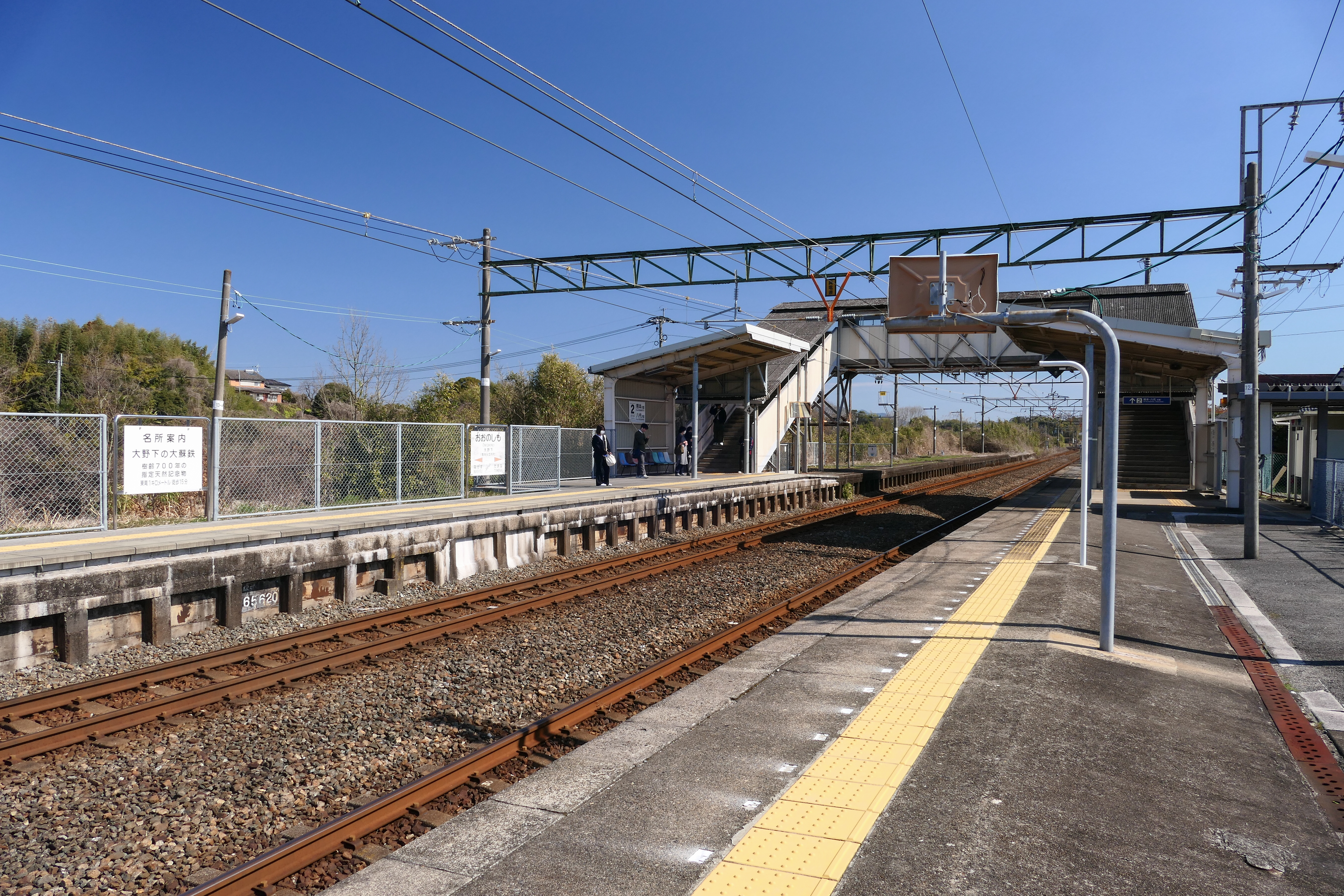
月台(2024年2月)

## 車站構造
本站結構為木造平屋式的站房，在太平洋戰争中受到美國海軍航空母艦艦載機空襲時的機槍掃射痕跡還殘留在天花板上。本站沒有MARS座席指定券的發售，不過設置有POS端末機的設備。九州交通企画進行業務委託車站之車站業務。有近距離車票販賣機之設置。

### 月台配置
| 月台 | 路線        | 方向 | 目的地                 |
| ---- | ----------- | ---- | ---------------------- |
| 1    | ■鹿兒島本線 | 上行 | 大牟田、鳥栖、博多方向 |
| 2    | ■鹿兒島本線 | 下行 | 熊本、八代方向         |

## 車站周邊
- 熊本縣立玉名工業高等學校

## 可能利用公車路線
距大野下站入口 - 僅有少許距離
- 産交公車

## 历史
- 1928年（昭和3年）11月28日 - 鐵道省開始設站。
- 1965年（昭和40年）8月29日 - 大野下～玉名站間複線化。
- 1965年（昭和40年）9月10日 - 荒木～熊本站間電氣化。
- 1968年（昭和43年）3月22日 - 長洲～大野下站間複線化。
- 1987年（昭和62年）4月1日 - 依據國鐵分割民營化由九州旅客鐵道繼承。

## 相鄰車站
九州旅客鐵道
鹿兒島本線
長洲－大野下－玉名

## 外部連結
- JR九州 – 大野下車站 （页面存档备份，存于）（日語）